# Acronicta elegans
Acronicta elegans là một loài bướm đêm trong họ Noctuidae.